# Grand Prix du Disque
De Grand Prix du Disque is de belangrijkste Franse muziekprijs voor uitspringende muziekopnamen. De onderscheiding werd in het leven geroepen door de Akademie Charles Cros in 1948.
De onderscheiding is vergelijkbaar met de Duitse Schallplattenpreis (vanaf 1992 Echo), de Nederlandse Edisons, de Britse Brit Award en de Amerikaanse Grammy Award.
De prijzen worden uitgereikt in verschillende categorieën, die een brede muzikale discipline bestrijken. Zo zijn er prijzen in de 16 categorieën oude muziek, barokmuziek, kamermuziek, instrumentalisten, zangers, opera, moderne muziek, wereldmuziek, eerste opnamen, instrumentale- en symfonische muziek, lyrische muziek, Franse chansons, koormuziek, blues, jazz en kindermuziek. De categorieën variëren elk jaar en de onderscheidingen worden vaak voor elke afzonderlijke categorie toegekend. Er mogen slechts opnamen worden ingediend, die in Frankrijk zijn opgenomen, geproduceerd en op de markt gebracht zijn. 
De Akademie Charles Cros is samengesteld uit ongeveer 50 muziekcritici, componisten, producenten, journalisten, academici en festivalleiders, die worden gecompleteerd door externe deskundigen.